# Gran Premi de l'oest dels Estats Units del 1981
Resultats del Gran Premi de l'oest dels Estats Units de Fórmula 1 de la temporada 1981, disputat al circuit de Long Beach, el 15 de març del 1981.

## Resultats
| Pos | No | Pilot               | Equip             | Voltes | Temps/ Retirada          | Pos. de sortida | Punts |
| --- | -- | ------------------- | ----------------- | ------ | ------------------------ | --------------- | ----- |
| 1   | 1  | Alan Jones          | Williams - Ford   | 80     | 1h 50' 41. 33            | 2               | 9     |
| 2   | 2  | Carlos Reutemann    | Williams - Ford   | 80     | + 9.19 s                 | 3               | 6     |
| 3   | 5  | Nelson Piquet       | Brabham - Ford    | 80     | + 34.92 s                | 4               | 4     |
| 4   | 22 | Mario Andretti      | Alfa Romeo        | 80     | + 49.31 s                | 6               | 3     |
| 5   | 3  | Eddie Cheever       | Tyrrell - Ford    | 80     | + 1' 06.70 min.          | 8               | 2     |
| 6   | 33 | Patrick Tambay      | Theodore - Ford   | 79     | + 1 Volta                | 17              | 1     |
| 7   | 21 | Chico Serra         | Fittipaldi - Ford | 78     | + 2 Voltes               | 18              |       |
| 8   | 16 | René Arnoux         | Renault           | 77     | + 3 Voltes               | 20              |       |
| Ret | 14 | Marc Surer          | Ensign - Ford     | 70     | Prob. amb el combustible | 19              |       |
| Ret | 28 | Didier Pironi       | Ferrari           | 67     | Prob. amb el combustible | 11              |       |
| Ret | 25 | Jean Pierre Jarier  | Ligier - Matra    | 64     | Bomba del combustible    | 10              |       |
| Ret | 6  | Hector Rebaque      | Brabham - Ford    | 49     | Accident                 | 15              |       |
| Ret | 23 | Bruno Giacomelli    | Alfa Romeo        | 41     | Col·lisió                | 9               |       |
| Ret | 26 | Jacques Laffite     | Ligier - Matra    | 41     | Col·lisió                | 12              |       |
| Ret | 20 | Keke Rosberg        | Fittipaldi - Ford | 41     | Motor                    | 16              |       |
| Ret | 9  | Jan Lammers         | ATS - Ford        | 41     | Col·lisió                | 21              |       |
| Ret | 29 | Riccardo Patrese    | Arrows - Ford     | 33     | Prob. amb el combustible | 1               |       |
| Ret | 32 | Beppe Gabbiani      | Osella - Ford     | 26     | Accident                 | 24              |       |
| Ret | 12 | Nigel Mansell       | Lotus - Ford      | 25     | Accident                 | 7               |       |
| Ret | 27 | Gilles Villeneuve   | Ferrari           | 17     | Palier                   | 5               |       |
| Ret | 7  | John Watson         | McLaren - Ford    | 16     | Frens                    | 23              |       |
| Ret | 11 | Elio de Angelis     | Lotus - Ford      | 13     | Accident                 | 13              |       |
| Ret | 15 | Alain Prost         | Renault           | 0      | Col·lisió                | 14              |       |
| Ret | 8  | Andrea de Cesaris   | McLaren - Ford    | 0      | Col·lisió                | 22              |       |
| NVQ | 4  | Kevin Cogan         | Tyrrell - Ford    |        |                          |                 |       |
| NVQ | 17 | Derek Daly          | March - Ford      |        |                          |                 |       |
| NVQ | 31 | Miguel Angel Guerra | Osella - Ford     |        |                          |                 |       |
| NVQ | 30 | Siegfried Stohr     | Arrows - Ford     |        |                          |                 |       |
| NVQ | 18 | Eliseo Salazar      | March - Ford      |        |                          |                 |       |

## Altres
- Pole: Riccardo Patrese 1' 19. 399

- Volta ràpida: Alan Jones 1' 20. 901 (a la volta 31)